# Caldecote (Norfolk)
Caldecote is een voormalige plaats en civil parish in het Engelse graafschap Norfolk, gelegen 5 mijl (8 km) ten zuiden van Narborough en 6 mijl (10 km) ten zuidwesten van Swaffham. In 1935 werd de civil parish opgeheven. Het gebied en de overblijfselen van het dorp maken sindsdien deel uit van de civil parish Oxborough. Bij een volkstelling in 1931 telde Caldecote 34 inwoners.
Caldecote komt in het Domesday Book (1086) voor als 'Calda(n)chota'.

## Geschiedenis
In 1428 telde het dorp nog 10 huishoudens, maar het werd waarschijnlijk tegen het eind van de 16e eeuw volledig verlaten. De overblijfselen van stenen gebouwen die zich in twee akkers bevonden werden in de vorige eeuw als archeologisch monument geoormerkt maar door agrarische activiteiten ernstig beschadigd. Tussen 1960 en 2013 werden hier desondanks vele archeologische vondsten gedaan, waaronder prehistorische vuurstenen werktuigen, potten, romeinse munten en sieraden en middeleeuwse munten en gebruiksvoorwerpen.
Van een middeleeuwse kerk, gewijd aan de Maagd Maria, is nog slechts het fundament van een muur zichtbaar. Meer grondvesten van de kerk bevinden zich in de ruim drie meter hoge natuurlijke heuvel waarop zij gebouwd was. Er wordt beweerd dat op deze verhoging in de Romeinse tijd een tempel van Diana stond, maar hiervoor zijn geen concrete aanwijzingen gevonden. Na het verlaten van het dorp eind 16e eeuw raakte ook de kerk buiten gebruik. Uit een bericht uit 1739 blijkt dat de kerk van vuur- en kalksteen was opgebouwd, met deuren aan noord- en zuidzijde.